# TRACE

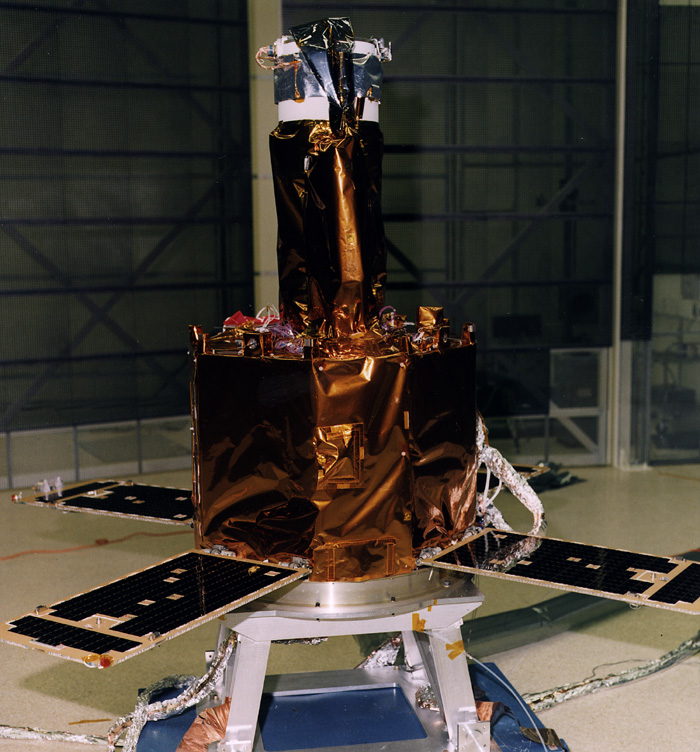
TRACE podczas montażu

TRACE (ang. Transition Region and Coronal Explorer) – teleskop kosmiczny NASA służący do badania związku pomiędzy polem magnetycznym Słońca a strukturami plazmy, na podstawie zdjęć wysokiej rozdzielczości i obserwacji fotosfery oraz obszarów przejściowych do korony słonecznej. Misja odbyła się w ramach programu Small Explorer (SMEX), stanowiącego część programu Explorer.
TRACE został umieszczony na orbicie za pomocą rakiety Pegasus XL 2 kwietnia 1998. Jedyny instrument naukowy satelity – teleskop Cassegraina o długości 1,6 m posiada zwierciadło o aperturze 30 cm i ogniskowej 8,66 m, które w połączeniu z detektorem CCD 1024×1024 piksele obejmowało obszar 8,5×8,5 minuty kątowej. Rozdzielczość kątowa teleskopu wynosiła 1 sekundę kątową. Cztery panele ogniw słonecznych o całkowitej powierzchni 2 m² były w stanie dostarczyć ok. 220 W energii. Gdy satelita znajdował się w cieniu Ziemi energii dostarczał akumulator niklowo-kadmowy o pojemności 9 Ah.
Misja TRACE zakończyła się 21 czerwca 2010, kiedy to odebrano ostatnie zdjęcie z satelity.

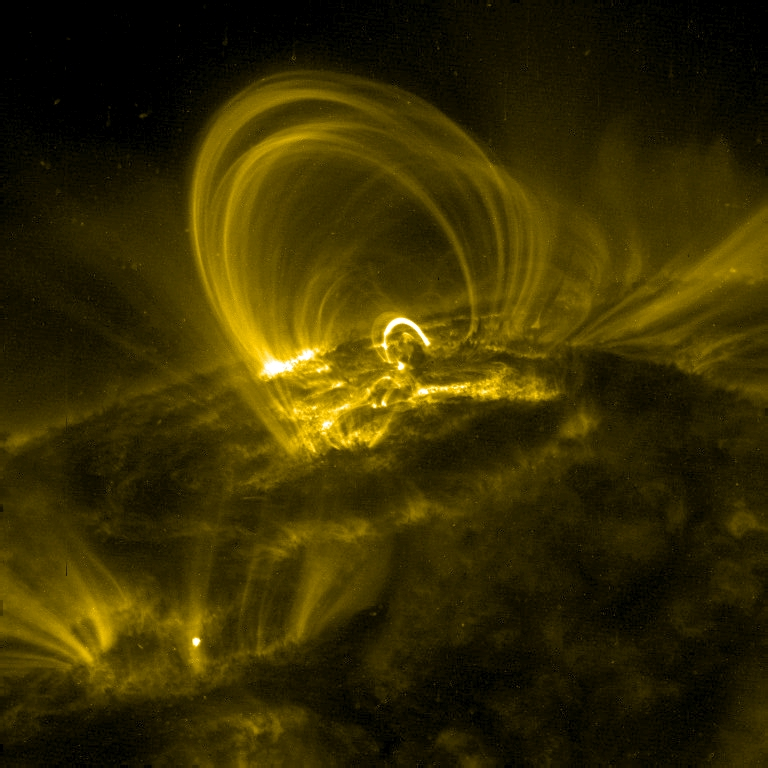
Zdjęcie pętli koronowej Słońca o temperaturze ok. 1 mln K wykonane za pomocą TRACE
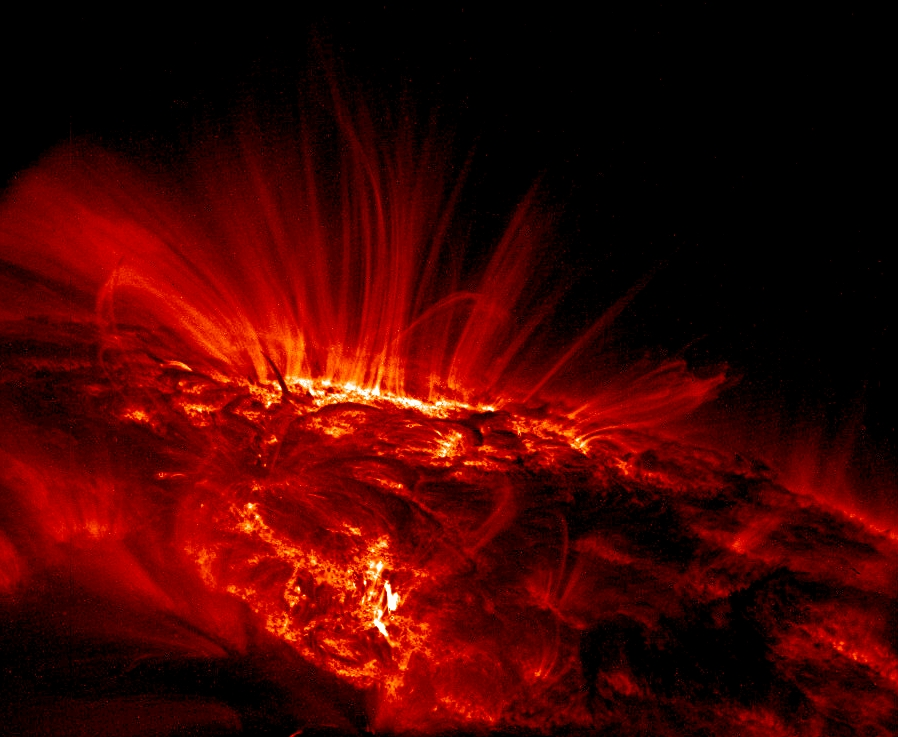
Zdjęcie plamy słonecznej wykonane przez TRACE